# Herbert Stockmann
Herbert Stockmann (* 15. Mai 1913 in Schönebeck (Elbe); † 12. November 1947 in Halle (Saale)) war ein deutscher Maler und Graphiker.

## Leben
Stockmann war der Sohn eines Arbeiters und besuchte von 1919 bis 1927 eine Volksschule in Schönebeck. Anschließend erlernte er bis 1931 das Malerhandwerk. Von 1931 bis 1933 studierte er in Magdeburg bei Wilhelm Deffke, Ernst Hoffmann, Richard Winckel und Franz Fiebiger an der Kunstgewerbe- und Handwerkerschule Magdeburg.
Weil er sich antifaschistisch betätigt hatte erging gegen ihn nach der Machtergreifung 1933 ein Arbeits- und Ausstellungsverbot. Daraufhin begab er sich bis 1939 auf emigrationsähnliche Reisen durch zwölf europäische und nordafrikanische Länder. Dabei war er u. a. für kurze Zeit 1935 an den Kunstakademien in Prag und Paris. 1936 und 1937 begegnete er in Bern Paul Klee. 1939 präsentierte er eine Sonderausstellung seiner Werke in Tripolis.
Als er 1939 nach Deutschland zurückkam wurde er inhaftiert und dann in das Strafbataillon 999 verbannt, mit dem er am Zweiten Weltkrieg teilnahm, wobei er schwer verletzt wurde.
1945 kehrte er nach Magdeburg zurück. Dort war er, u. a. mit Bruno Beye, Hermann Bruse, dem Pädagogen Oskar Linke und Otto Bernhard Wendler, aktiv an der Entnazifizierung beteiligt. Im Oktober 1945 gehörte er zu den Gründern des Kulturbunds zur demokratischen Erneuerung Deutschlands in Magdeburg. Er war Mitglied der SED.
Im Oktober 1946 erfolgte seine Berufung als Lehrer an die Kunstschule Burg Giebichenstein in Halle (Saale). Zu seinen Schülerinnen und Schülern gehörten u. a. Dora und Hubert Kleemann.
Stockmann schuf Gemälde, Radierungen und Zeichnungen. Erhalten blieben vor allem Ansichten Magdeburgs und der Region sowie Arbeiten mit politischem Hintergrund. Ursprünglich malte er impressionistisch, später expressionistisch. 1948 wurde sein Bild Die Ersten (1946, Mischtechnik) im Ehrenraum der Großen Kunstausstellung Sachsen-Anhalt ausgestellt und fand es besondere Beachtung.
Stockmann sah sich wegen vor und nach dem Zweiten Weltkrieg begangener Delikte, über die keine Informationen zu finden waren, schweren Vorwürfen ausgesetzt und nahm sich 1947 auf der Burg Giebichenstein das Leben.

## Ehrung
Die Stadt Magdeburg benannt ihm zu Ehren eine Straße (Stockmannweg).

## Museen und öffentliche Sammlungen mit Werken Stockmanns (unvollständig)
- Berlin: Neue Nationalgalerie[4]
- Halle: Kunstmuseum Moritzburg
- Leipzig: Museum der bildenden Künste
- Magdeburg: Kulturhistorisches Museum

## Werke

### Im Kulturhistorischen Museum Magdeburg
- Quedlinburg-Am Finkenherd II
- Blick auf Magdeburg (1943/1944)
- Magdeburger Hinterhäuser (1947)[5]
- Magdeburger Dom (Öl; 1946 auf der Kunstausstellung der Provinz Sachsen)[6]
- Halle-Domportal (1946)
- Trümmerstraße in Magdeburg
- Halle/Saale Marienkirche
- Markt nach Daumier
- Magdeburg-Hafenanlage (ca. 1946)
- An der Johanniskirche in Magdeburg
- Altstadt mit Johanniskirche (Öl; 1946 auf der Ausstellung bildender Künstler des Bezirks Magdeburg)[7]
- Arbeiterhäuser (Aquarell; 1948 auf der Großen Kunstausstellung Sachsen-Anhalt)[8]
- Endstation (1947, Öl)

### Weitere Werke (Auswahl)
- Alte Eisenbahnbrücke (1934, Öl)[9]
- o. T. /In der Altstadt (vor 1946, Aquarell)[10]
- Fabriklandschaft (1946, Öl)[11]

## Ausstellungen (unvollständig)

### Einzelausstellungen
- 1946 Magdeburg
- 2013 Halle/Saale, Kunstvereinsgalerie der Oper Halle (anlässlich des 100. Geburtstages; Malerei und Grafik)

### Ausstellungsbeteiligungen
- 1946 Dresden (Allgemeine Deutschen Kunstausstellung)
- 1946 Magdeburg (Ausstellung der bildenden Künstler des Bezirks Magdeburg)[12]
- 1946 Halle/Saale, Städtisches Museum in der Moritzburg (Kunstausstellung der Provinz Sachsen)[1]
- 1946/1947 Leipzig, Museum der bildenden Künste („Mitteldeutsche Kunst“)[13]
- 1947 Halle/Saale, Städtisches Museum in der Moritzburg („Erste Juryfreie Kunstausstellung, Land Sachsen-Anhalt“)
- 1947 Leipzig, Museum der bildenden Künste („Malerei der Gegenwart“)[14]
- 1947 Chemnitz, Galerie Gerstenberger („Mitteldeutsche Kunst“)

#### Postum
- 1948 Leipzig, Galerie Bellak („Weihnachtsausstellung Leipziger Künstler“)
- 1948 Halle/Saale, Städtisches Museum in der Moritzburg (Großen Kunstausstellung Sachsen-Anhalt)[15]
- 1950 Berlin, Deutsche Akademie der Künste („Plakate für Aufbau und Frieden 1945–1950“)
- 1970 Berlin, Altes Museum („Auferstanden aus Ruinen“)
- 1979 Berlin, Altes Museum („Weggefährden – Zeitgenossen. Bildende Kunst aus 3 Jahrzehnten “)
- 1986 Leipzig, Museum der Bildenden Künste („Worin unsere Stärke besteht. Kampfaktionen der Arbeiterklasse im Spiegel der bildenden Kunst.“)
- 1990 Berlin, Neue Berliner Galerie im Alten Museum („Die Kunst der frühen Jahre 1945–1949“)